# Anthaxia kervillei
Anthaxia kervillei es una especie de escarabajo del género Anthaxia, familia Buprestidae. Fue descrita científicamente por Théry en 1939.